# Вишневська Галина Павлівна
Гали́на Па́влівна Вишне́вська (Галина Па́вловна Вишне́вская), до шлюбу Іванова (25 жовтня 1926, Санкт-Петербург — 11 грудня 2012, Москва) — російська співачка, лірико-драматичне сопрано. Народна артистка СРСР (1966). Кавалер французького ордена Почесного легіону (1983), почесний доктор низки університетів.

## Біографія

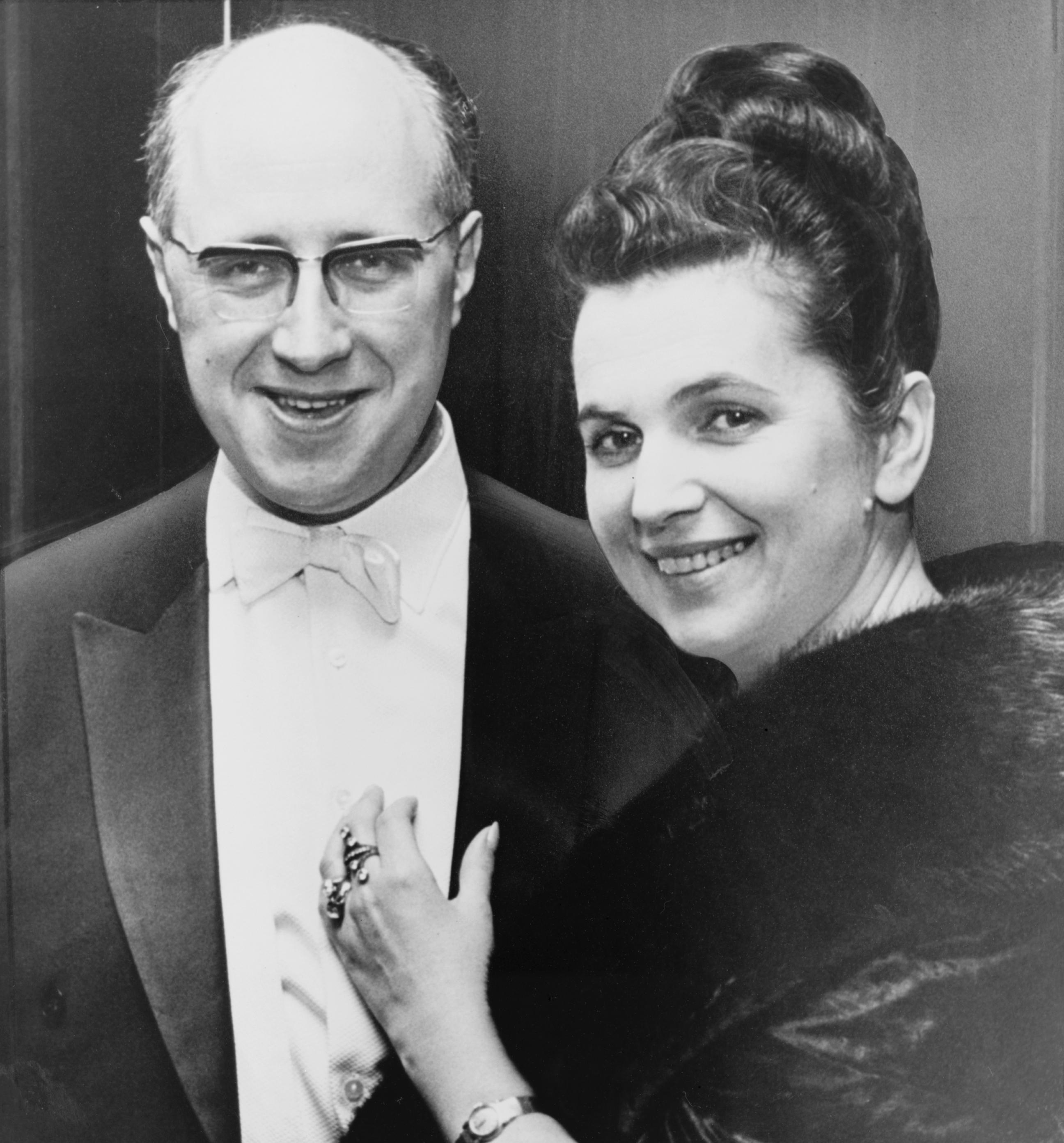
Мстислав Ростропович і Галина Вишневська, 1965

Народилася в Ленінграді (Санкт-Петербурзі), але майже все дитинство провела в Кронштадті. 1944 року працювала в Ленінградському обласному театрі оперети, після чого стала солісткою Ленінградської філармонії. У першому шлюбі була з військовим моряком Георгієм Вишневським, з яким розлучилася через 2 місяці, зберігши його прізвище; у другому шлюбі — з директором театру оперети Марком Іллічем Рубіним. З 1951 по 1952 роки Вишневська займалася співом з В. Н. Гаріною.
В 1952 році стала солісткою Большого театру, де виконала понад 30 партій, серед яких — Тетяна («Євгеній Онєгін»); Купава («Снігуронька» М. А. Римського-Корсакова); «Аїда» (однойменна опера Дж. Верді).
В 1955, через тиждень після знайомства втретє одружилася зі знаменитим віолончелістом М. Л. Ростроповичем, з яким виступала в одному ансамблі. (Ростропович виступав як піаніст акомпаніатор).
1966 року знялася у фільмі «Катерина Ізмайлова». Була першою виконавицею в Росії ряду творів Б.Бріттена. 1974 року разом з Ростроповичем виїхала з СРСР, проживала в США, потім у Франції, де виступала в найбільших театрах світу до 1982. Разом із чоловіком були позбавлені громадянства, почесних звань (зокрема звання народної артистки СРСР). Але в 1990 році указ Президії Верховної ради був скасований, Вишневська повернулася в Росію, стала почесним професором Московської консерваторії. 1984 року написала книгу «Галина», в якій розповіла про себе, критично оцінила громадське життя в СРСР.
У 2006 році знялася в документальному фільмі Олександра Сокурова "Елегія життя": Ростропович, Вишневська. У 2007 році вона знялася в його фільмі "Александра", зігравши роль бабусі, яка приїжджає до онука на Другу чеченську війну. Прем'єра фільму відбулася на Каннському кінофестивалі 2007 року.

## Фільмографія
- 1972 — Зірка в ночі (Аделіна Патті)